# This Ending
This Ending est un groupe suédois de death metal, originaire de Stockholm.

## Histoire
This Ending est formé en 1991 sous le nom de A Canorous Quartet par Fredrik Andersson, Mårten Hansen et Linus Nirbrant. Après quelques changements, le groupe se complète avec Leo Pignon et Jesper Kramming. Le groupe sort un EP, As Tears, en 1994, et deux albums studio : Silence of the World Beyond en 1996 et The Only Pure Hate en 1998. Ils donnent de nombreux concerts avec des groupes comme At the Gates, Dissection, Hypocrisy et Edge of Sanity. En 1998, les membres décident de se séparer. Hansen rejoint October Tide, tandis que Nirbrant, Löfgren et Andersson forment un groupe appelé Guidance of Sin ; cependant, Andersson quitte le groupe en 1999 pour rejoindre Amon Amarth.
En 2004, Andersson enregistre une démo de 5 chansons sous le nom de Curriculum Mortis. Cet hiver-là, les membres jouent avec l'idée de se regrouper pour quelque chose de nouveau, et début 2005, ils décident qu'il était temps d'entrer dans une nouvelle ère, créant officiellement This Ending. Au cours du printemps et de l'été, 13 chansons sont enregistrées, dont trois sont choisies pour la démo téléchargeable Let the World Burn, enregistrée plus tard la même année. Le groupe signe un contrat avec Metal Blade Records, et enregistre son premier album studio, Inside the Machine, en septembre 2006.
En janvier 2009, le groupe annonce la finalisation de son deuxième album studio, Dead Harvest. Le clip de la chanson Parasite est diffusé sur le Myspace du groupe le 17 janvier,,. L'album sort le 30 janvier en Allemagne, Autriche, Suisse et Italie, le 2 février dans le reste de l'Europe, et le 3 février en Amérique du Nord.
This Ending quitte Metal Blade Records en janvier 2011 et prévoit de réenregistrer des morceaux qu'ils font en tant que A Canorous Quintet afin de célébrer le 20e anniversaire d'avoir commencé sous ce nom.

## Discographie

### A Canorous Quintet
- 1993 : The Time of Autumn (démo)
- 1995 : As Tears (EP, Chaos Records, produit par Dan Swanö)
- 1996 : Silence of the World Beyond (album, No Fashion Records, produit par Peter Tägtgren)
- 1998 : The Only Pure Hate (album, No Fashion Records)

### This Ending
- 2006 : Let the World Burn (démo, Offbeatstudio)
- 2006 : Inside the Machine (album, Metal Blade Records)
- 2009 : Dead Harvest (album, Metal Blade Records)
- 2012 : Systematic Worship (EP, Metal Blade Records)[5]
- 2016 : Garden of Death (album, Apostasy Records)